# Benchalak (huyện)
Benchalak (tiếng Thái: เบญจลักษ์) là một huyện (amphoe) của tỉnh Sisaket, đông bắc Thái Lan.

## Lịch sử
Tiểu huyện (king amphoe) đã được lập ngày 31 tháng 5 năm 1993, khi năm tambon được tách ra từ huyện Kantharalak. Đơn vị này đã được nâng cấp thành huyện ngày 5 tháng 12 năm 1996.

## Địa lý
Các huyện giáp ranh (từ phía nam theo chiều kim đồng hồ) là: Kantharalak, Si Rattana, Nam Kliang và Non Khun của tỉnh Sisaket, Det Udom và Thung Si Udom của tỉnh Ubon Ratchathani.

## Hành chính
Huyện này được chia thành 5 phó huyện (tambon), các đơn vị này lại được chia ra thành 64 làng (muban). Không có khu vực đô thị, có 5 Tổ chức hành chính tambon.
| STT. | Tên            | Tên Thái   | Số làng | Dân số |  |
| ---- | -------------- | ---------- | ------- | ------ |  |
| 1.   | Siao           | เสียว       | 14      | 7.469  |  |
| 2.   | Nong Wa        | หนองหว้า    | 15      | 7.395  |  |
| 3.   | Nong Ngu Lueam | หนองงูเหลือม | 12      | 7.059  |  |
| 4.   | Nong Hang      | หนองฮาง    | 12      | 6.739  |  |
| 5.   | Tha Khlo       | ท่าคล้อ      | 11      | 7.145  |  |